# Milarepa

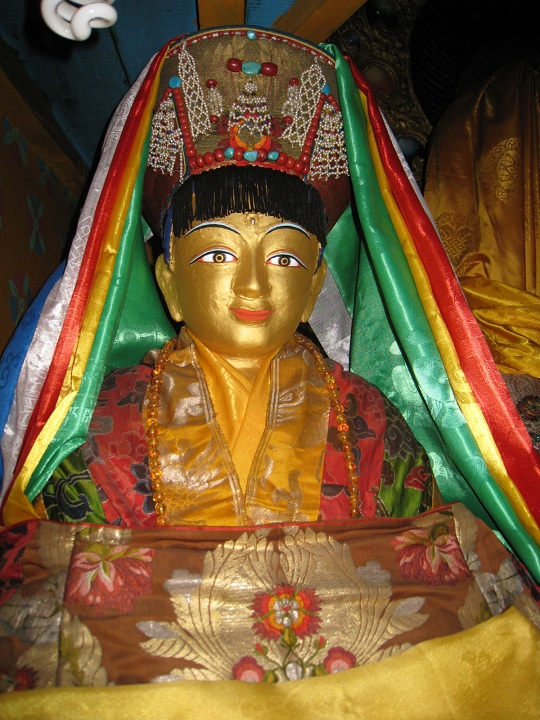
Estàtua de Milarepa del monestir de Nyanang Phelgyeling, al Tibet

Jetsun Kabum Milarepa (en tibetà: རྗེ་བཙུན་མི་ལ་རས་པ, Wylie: rje btsun mi la ras pa) (Tibet, 1052 – 1135) va ser un siddha (mestre o asceta) tibetà, conegut assassí quan era jove, abans de convertir-se al budisme i assolir un gran nivell espiritual.
Avui dia es considera un dels ioguis i poetes espirituals més famosos del Tibet, es la personificació d'esforç, entrega i llibertat espiritual que qualsevol practicant budista tindria com a referent, de fet, es considera un dels pares fundadors de l'escola budista Kaguiu, però també es un personatge de molta important en relació amb els altres llinatges budistes, es així com encara avui dia els seus ensenyaments són coneguts entre diverses escoles del budisme tibetà. Va ser alumne de Marpa Lotsawa i una figura important en la història de l'escola Kagyu del budisme tibetà. També és famós per la gesta d'escalar el mont Kailash.

## Context històric
Milarepa va viure durant l'anomenada segona difusió del budisme al Tibet (segles X-XII), quan el budisme va ser reintroduït. Tres figures fonamentals en aquest renaixement tibetà van ser Rinchen Zangpo (958–1055), que va traduir sutres, tantres i comentaris; Atisha (982–1054), l'alumne del qual Dromtön va fundar l'escola Kadam del budisme tibetà; i Marpa Lotsawa, el mestre de Milarepa, i ell mateix considerat com alumne de Naropa. Marpa va introduir textos tàntrics i instruccions orals de la tradició siddha bengalí al Tibet, i la suposada connexió de Marpa amb Naropa va establir el llinatge de l'escola Kagyu, arribant així al mateix Buda.

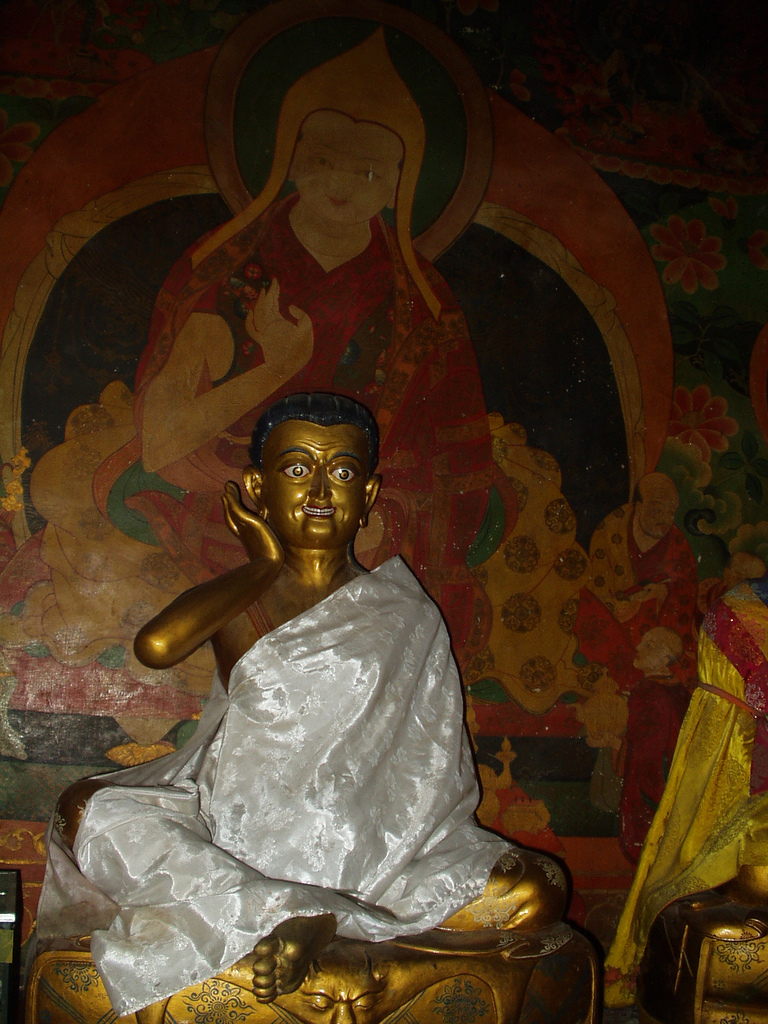
Estatueta tibetana de Milarepa del segle XVIII exposada al Museu Linden de Stuttgart, Alemanya

## Biografia
La història de la vida de Milarepa és famosa entre la cultura tibetana i un focus d'interès per a qualsevol que estigui interessat en la cultura i religió del Tíbet. La biografia més coneguda, La vida de Milarepa, escrita per Tsangnyön Heruka (1452–1507) al segle xv i extreta de biografies més antigues, segueix sent molt popular. Actualment es pot consultar una traducció de Francesc Navarro i Fàbrega en Tsang Ñon Heruka. La vida de Milarepa. El gran yogui del Tíbet. Traducció del tibetà.
La majoria de les històries actuals sobre Milarepa provenen d'aquesta única font, amb el llinatge oral predominant i de les relíquies que inclouen el seu abric de pell d'ós. Encara que se sap molt poc sobre ell com a persona històrica, Milarepa és venerat per totes les escoles tibetanes com un exemple de dedicació i mestratge religiosos, i la seva història de vida va establir el llinatge de l'escola Kagyu.

## Primers anys de vida
Segons La vida de Milarepa, de Francesc Navarra, Milarepa va néixer a l'oest del Tibet en una família pròspera. El seu pare es va fer ric i amb la seva família gaudien de molt bona reputació entre els seus veïns. La tradició diu que el dia del seu naixement el seu pare estava de viatge pel que la seva dona va haver d’enviar-li un missatge en el que li deia «Aquí, en época de cosechas, he dado a luz un hijo. Ven rápido a darle un nombre y a celebrarlo» Es així com li va donar el nom de  Töpaga que vol dir “Alegría de oir”, precisament perquè la noticia del seu naixemnet va ser lo més agradable de sentir pel seu pare. Quan el seu pare va morir, la seva família va ser privada de les seves riqueses per la seva tieta i pel seu oncle. A petició de la seva mare, Milarepa se'n va anar de casa i va estudiar bruixeria per venjar-se i va matar moltes persones.

## Experimentació del patiment i venjança

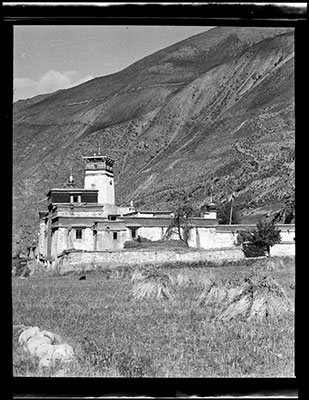
La torre de nou pisos que Milarepa va construir tot sol, Sekhar Gutok, Lhodrag, Tibet.

Milarepa va patir moltes desgràcies després de la mort del seu pare, quan tenia set anys el seu pare patia una malaltia greu i amb molt poca esperança de vida, i per això va fer un testament detallat perquè en un futur el seu fill pogués obtenir les possessions del seu patrimoni. Per preservar aquestes possessions fins que Milarepa es fes gran, els seus tiets es van oferir com a família més propera de protegir i cuidar la família i els seus béns provocant que no tinguessin el control del patrimoni. Milarepa juntament els seus germans i la seva mare treballaven sense descans amb condicions pèssimes tan climàtiques com alimentàries .

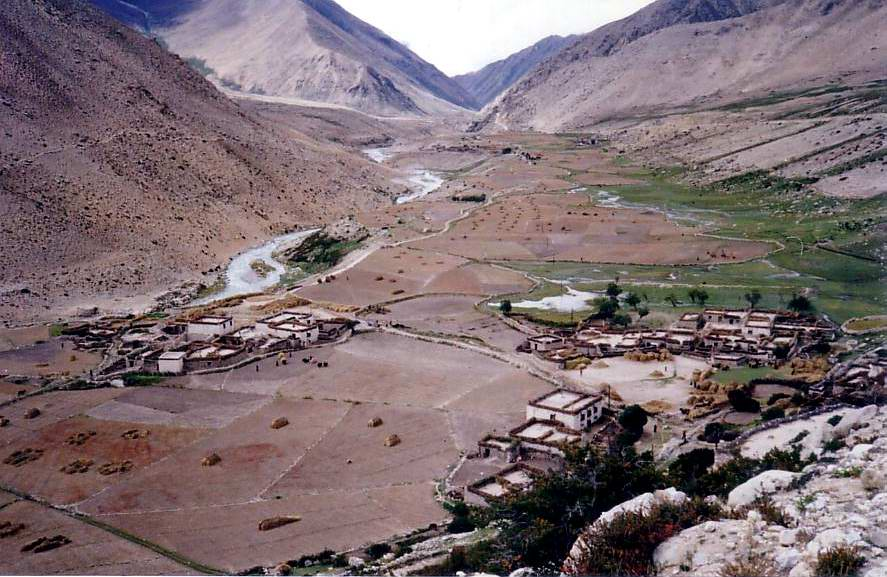
Vista de la cova de Milarepa, Tibet.

Milarepa quan va complir els quinze anys i ja es podia casar amb Dsesé, el seu amor de la infància, van reclamar el seu patrimoni tal com deia al testament, però els seus tiets per culpa de la cobdícia es van negar aferrant-se a l'argument que quan va morir el seu pare ells els van alimentar perquè no morissin de fam.
«Las desgracias de uno son las alegrías de otro». (Navarro i Fàbrega, Pàg. 39)
La humiliació pública de la mare va fer que anheles el desig de venjança, i per això va enviar a Milarepa a aprendre màgia negra. En el cas que el seu fill no fos un mag poderós veuria com la seva mare s'acabaria suïcidant. Convençut va anar aprenent màgia durant un any amb el mestre Yungton Troguiel. En tornar del seu aprenentatge va utilitzar el seu poder per enrunar la casa dels seus oncles i de la seva família, aquest succés el va realitzar durant les noces del seu cosí provocant la mort de 35 persones. Per altra banda, va destruir tots els cultius dels seus enemics provocant la còlera del poble. Milarepa, davant de la situació, va haver de fugir lluny del seu poble natal.

## Altres versions
Una altra versió de la vida de Milarepa es troba a The Blue Annals, que ens explica una història una mica diferent. El pare de Milarepa va morir poc després de néixer el seu fill, a causa de la mort del cap de família l'oncle va voler casar la mare amb un cosí, però es va negar. La reacció de l'oncle va ser desmesurada i a causa d'un atac de fúria, li va prendre tots els seus béns, deixant la família de Milarepa desemparada.

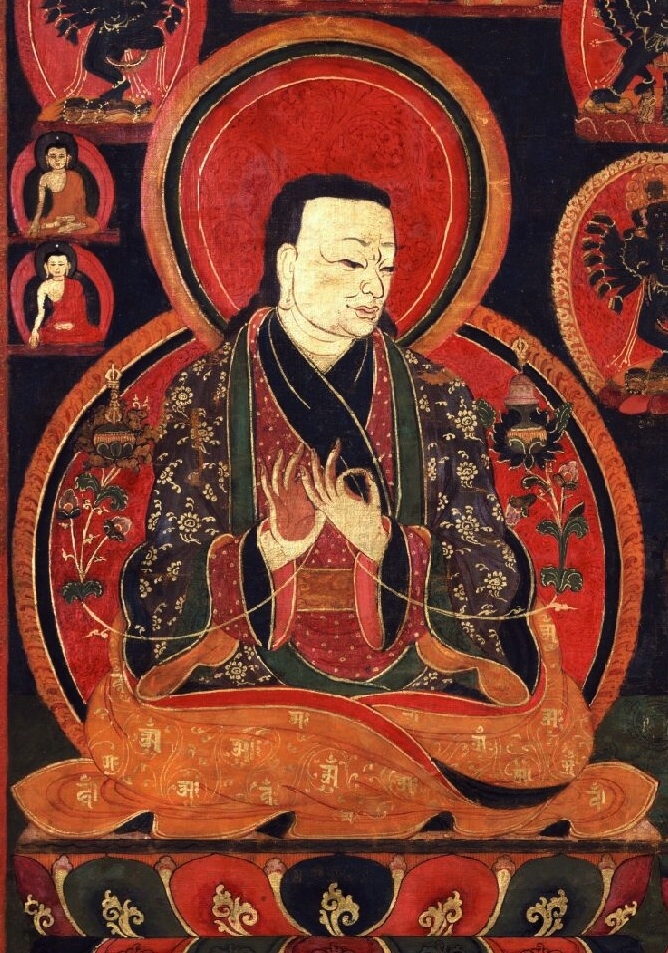
Marpa Lotsawa, mestre de Milarepa, numa pintura tibetana

Més tard es va penedir dels seus fets i es va convertir en alumne de Marpa Lotsawa. Abans que Marpa ensenyés a Milarepa, el va fer sotmetre a abusos i judicis per provar-lo, com deixar-lo construir i després enderrocar tres torres. Marpa va demanar a Milarepa que construís una última torre de diversos pisos a Lhodrag, que encara es manté. Finalment, Marpa el va acceptar com a deixeble, explicant que les proves eren un mitjà per purificar el karma negatiu de la Milarepa. Marpa va transmetre iniciacions i instruccions tàntriques a Milarepa, incloent tummo ("calor iogic"), les "transmissions auditives" (snyan rgyud) i el Mahamudra. Marpa va dir a Milarepa que practiqués meditació solitària en coves i retirs de muntanya, la qual cosa, segons la biografia, després de molts anys de pràctica va donar lloc a "una profunda realització vivencial sobre la veritable naturalesa de la realitat". Ho va intentar durant molts anys i finalment va aconseguir el despertar. A partir de llavors va viure com un iogui plenament realitzat i, finalment, fins i tot va perdonar a la seva tieta, que va causar la desgràcia de la seva família.
Segons López, La vida de Milarepa representa "el budisme tal com es va entendre i practicar al Tibet al segle xv, projectat en el temps" i conté "molts dels termes i doctrines clau del budisme". Tsangnyön Heruka va fer tot el possible per establir un llinatge de mestres que connectés la tradició Kagyu amb la tradició siddha índia, retratant a Marpa com un estudiant de Naropa, encara que Naropa ja havia mort quan Marpa va anar a l'Índia.

## Buda tibetà
López assenyala que Tsangnyön Heruka va utilitzar elements estilístics de la biografia de Gautama Buda per retratar Milarepa de manera efectiva com un Buda tibetà, "nascut i il·luminat al Tibet, sense anar a l'Índia ni rebre les instruccions directes d'un mestre indi". La història de la vida de Milarepa retrata "el mètode ràpid del camí tàntric", en què s'aconsegueix l'alliberament en una vida. Descriu com Milarepa va practicar l'etapa de generació i l'etapa de finalització, per aconseguir mahamudra, "la realització espontània de la naturalesa més profunda de la ment ". No obstant això, en les seves instruccions al seu públic tibetà, Milarepa es refereix als ensenyaments budistes bàsics de "la impermanència, els patiments de saṃsāra, la certesa de la mort i la incertesa de la seva arribada, el renaixement espantós que és el resultat directe dels nostres fets ignorants". Però, la seva pròpia vida també és un exemple que fins i tot un assassí pot transformar-se en un Buda. López assenyala a més que La vida de Milarepa retrata dos mons paral·lels, un món profà i un món sagrat, que en última instància són un, demostrant que el món mateix és sagrat.
En definitiva, Milarepa es l'exemple d'un estil de vida alternatiu en el que es pretén renunciar al mon de les riqueses i renunciar a tot allò material perquè la conquesta d'un mateix es millor que l'acumulació de riqueses. Es diu que alguns dels pocs bens mundans que poseia Milarepva van ser un bastó de bambú, una túnica, un mantell, una tassa de fusta i una cullera d'os.

## Estudiants i Sender de l'alliberament

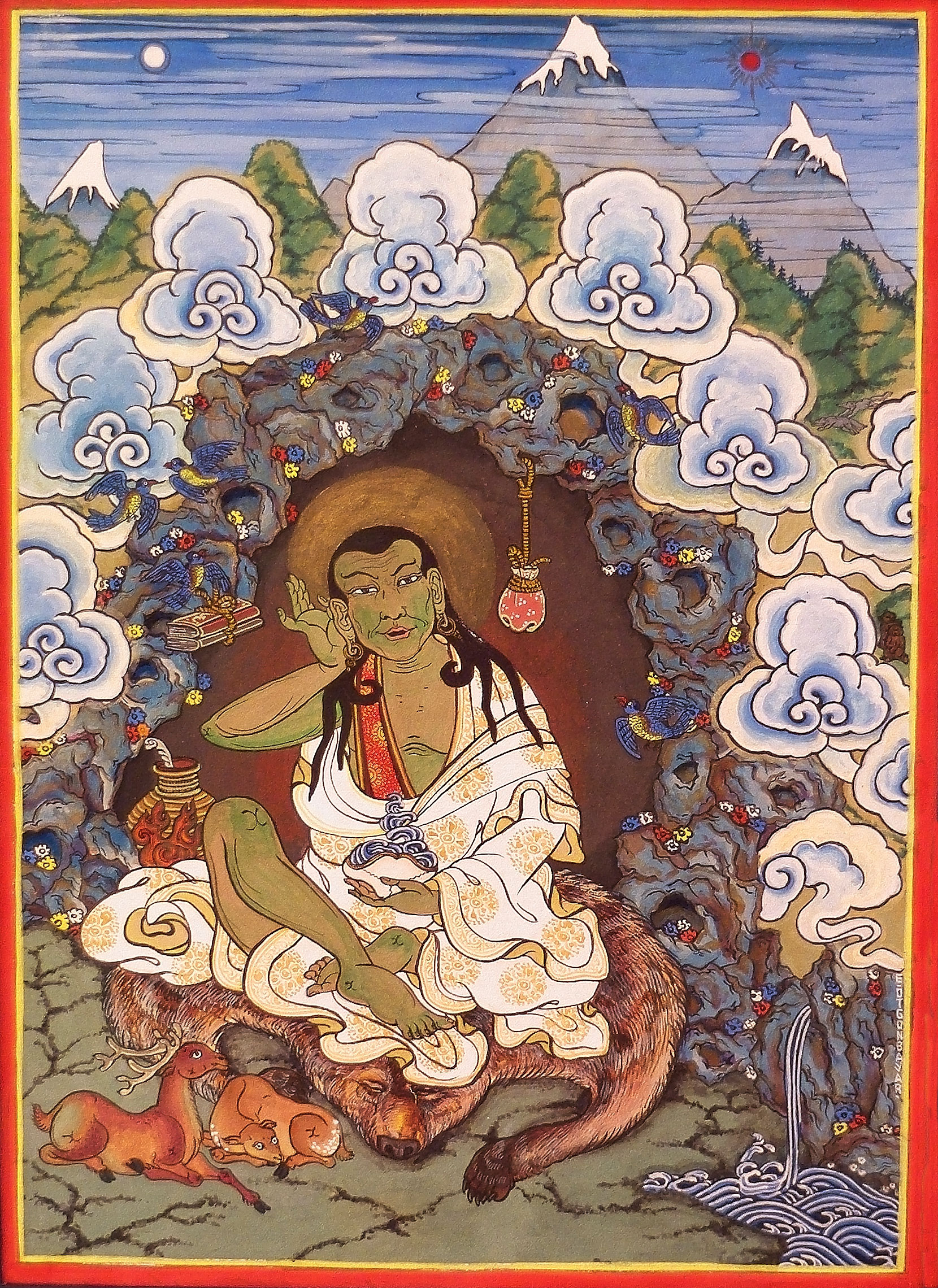
Milarepa, Tempera sobre cotó, 21x30 cm, 2008 Otgonbayar Ershuu

Gampopa va ser l'estudiant més reconegut de Milarepa. Quatre dels estudiants de Gampopa van fundar les quatre branques principals del llinatge Kagyu: Barom Kagyu, Karma Kagyu, Phagdru Kagyu i Tshalpa Kagyu. Un altre dels estudiants de Milarepa, el iogui Rechungpa, va portar diverses transmissions importants al llinatge Karma Kagyu. Juntament amb Gampopa, Rechungpa va ser professor del 1r Karmapa Dusum Khyenpa (1110-1193). En conèixer Dusum Khyenpa, Gampopa va dir als seus estudiants: "Fingeix ser un deixeble meu per mantenir el meu llinatge per als futurs éssers sensibles, però en realitat, ja ha aconseguit l'objectiu del camí".
El sender d'alliberament, o Maha-mudra, és un accés directe i simple cap a la ment Buda. Es basa en la capacitat del guru per a proporcionar al deixeble una visió inicial de la ment Buda innata. A través d'aquesta experiència, el deixeble aprèn a desenvolupar i aprofundir la seva realització de la ment innata, aconseguint finalment el Nirvana.
El primer albiri de la ment innata es pot obtenir practicant el ioga Maha-mudra o mitjançant un senyal del guru. Totes dues vies requereixen pràctica contínua per a aprofundir l'experiència.
L'ensenyament central del Maha-mudra emfatitza la relaxació i el no esforç. Es destaca que l'alliberament és una perfecta relaxació, però aconseguir-la pot ser difícil a causa dels hàbits arrelats. Es necessita instrucció i pràctica per a aprendre a relaxar la ment i aconseguir l'estat de no esforç. Mantenir la ment sempre relaxada, espontània i lliure d'inclinació condueix a la il·luminació.
En estats avançats, els senders o mitjans i de l'alliberament convergeixen en un només. Els yoguis avançats poden practicar tots dos senders simultàniament o triar l'un sobre l'altre per a accelerar el seu progrés espiritual. Molts grans yoguis, com Milarepa, practiquen tots dos senderes per aconseguir el Nirvana.

## Les cent mil cançons de Milarepa

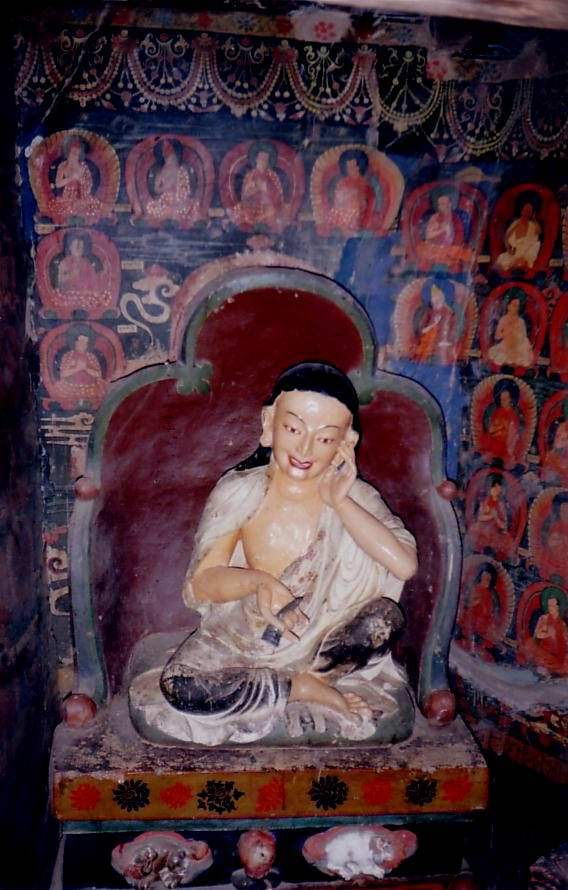
Estàtua de Milarepa, Pango Chorten, Gyantse, Tibet.

Milarepa va escriure l'obra de poesia espiritual anomenada Les cent mil cançons. Les biografies anteriors de Milarepa es van ampliar amb poesia i cançons religioses, que van duplicar el volum d'informació biogràfica. Recollides per a la seva publicació en traducció a l'anglès per l'Oriental Studies Foundation el 1962, el 1999 aquestes cançons es van tornar a publicar en un volum separat titulat The Hundred Thousand Songs of Milarepa traduïdes i anotades per Garma CC Chang, després el 2017 una nova traducció de Christopher Stagg. de la Nitartha Translation Network, ambdues publicades per Shambhala.
"Pensando en Ti, Padre Marpa, 
despejo mis sufrimientos.
Yo, el mendigo, canto ahora esta canción fervorosa." 

- (Cuento del valle enjoyado de la roca roja)

## La mort i llegat de Milarepa
Milarepa va morir enverinat per Tsaphuwa, un lama, a l'edat 84.
El llegat de Milarepa. No s'ha conservat cap relíquia de Milarepa avui en dia, tot i que la biografia de Jetsun-Kahbum, que va ser transmesa pel seu deixeble Rechunga ens diu que Milarepa no va deixar res, només un sucre que es renovava constantment com a acte de la seva presència després de la mort.
Molts autors han considerat diversos paral·lelismes entre el camí de Milarepa i el de Jesús. Per a molts budistes la història de Milarepa té la mateixa importància que el Nou Testament per als cristians.
Per veure la importància que va tenir aquest personatge tant pels practicants budistes com per qualsevol que tingui interès en la història tibetana es podria fer referència als diversos llibres que es troben sobre la seva vida en l'actualitat, en 2006 es va estrenar una pel·lícula sobre la seva història titulada Milarepa en Butan i dirigida per Neten, inclús el 1974 es va estrenar una altra que tracta sobre un jove tibetòleg que acabava de traduir la Vida de Milarepa, posteriorment s'han continuat estrenant pel·lícules seguint el llegat de la seva vida.

## Les representacions de Milarepa en l'art

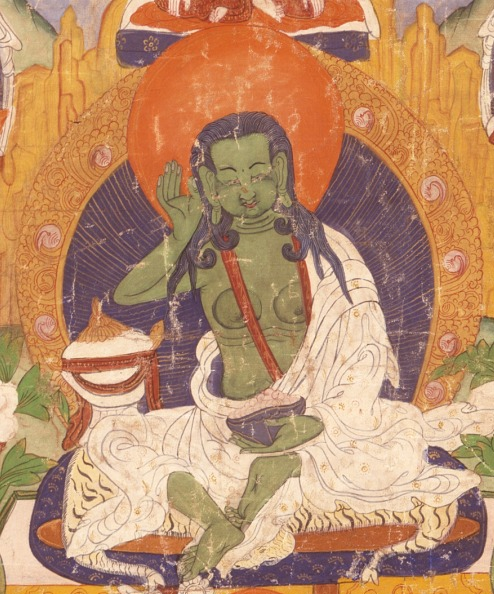
Pintat a l'agraïment de Milarepa, segle XIX, pigments minerals i or sobre roba de cotó del Nepal

La iconografia tibetana és probablement una de les més misterioses i pintoresques, en el que ens mostra un elenc complex de divinitats i encarnació del panteó budista que es compon de diversos vessants ideològics i territorials. En la iconografia tibetana ens mostra una precisió en les nocions religioses i dogmes filosòfics dels ensenyaments de Buddha, per això ens mostra fins al mínim detall que correspon a una normativa i d'uns canons concrets.
Moltes vegades, en les imatges estarà la figura de Milarepa vestit amb un halo, acompanyat dels seus deixebles més destacats i en postura iòguica, ja que representa el moment en què Milarepa es troba manifestant els signes i símbols del seu domini de les Ciències Ocultes i impartint la seva benedicció als seus deixebles. Aquesta iconografia correspondria al moment previ a aconseguir el Paranirvana.
En altres ocasions també es pot trobar envoltat per devots humans i celestials fent-li ofrenes i redint-li pleitesía, corresponent amb la cultura popular en aquesta representació tindria la mà dreta contra l'orella, aquest gest indicaria que Milarepa està cantant un himne.

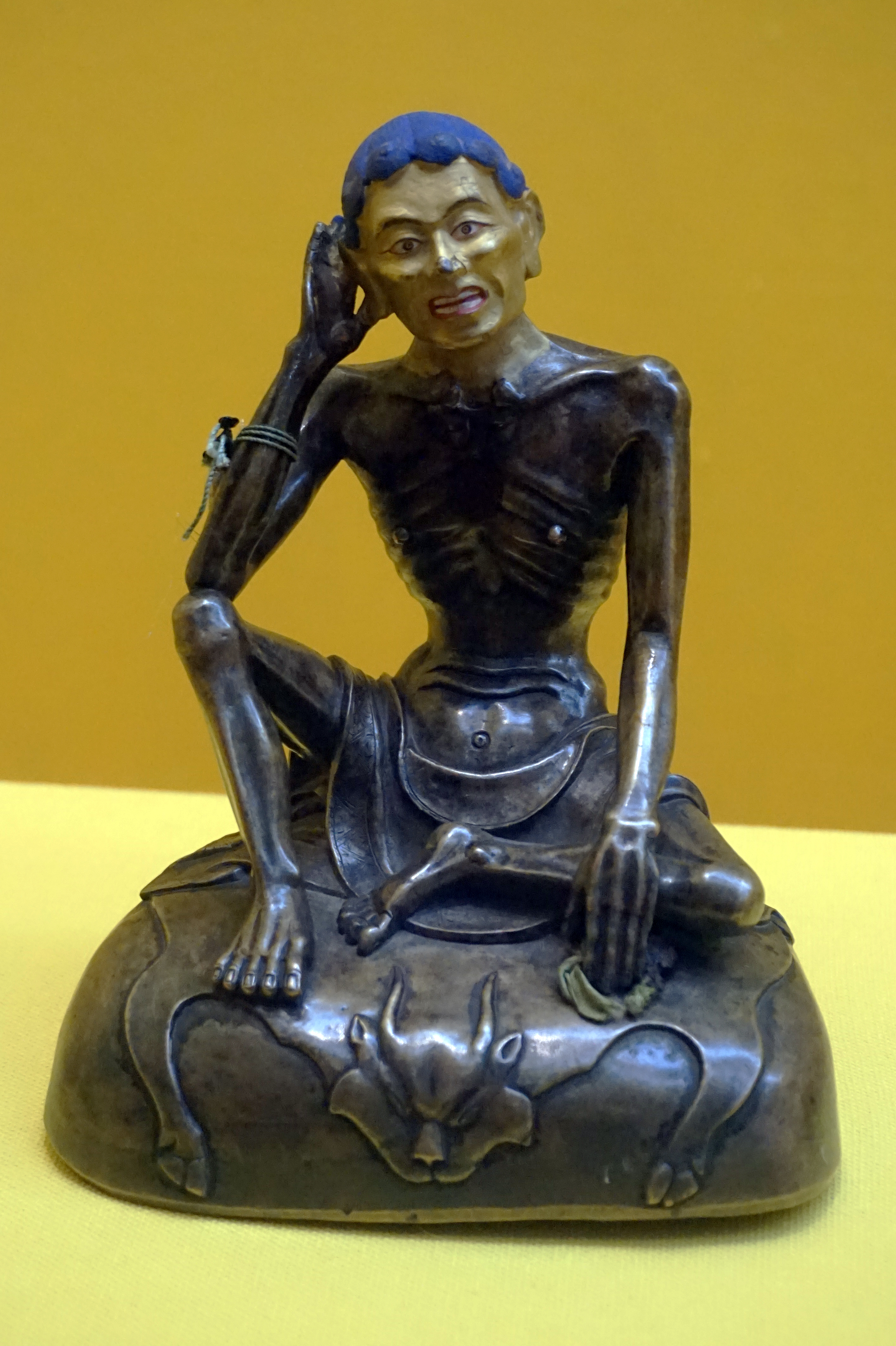
Estàtua de Milarepa. Pintura en coure i laca del segle XVIII, recollida en l'Oficina d'Administració del Palau de Potala.

També es comú que en les seves representacions iconogràfiques trobem elements que recordin a diferents episodis del llarg de la seva vida, per exemple, hi ha imatges d'il·lustracions en les que apareix arquitectura de fons i entre aquesta arquitectura s'identificaria una torre que faria al·lusió a la torre que el seu mestre li va manar a construir i destruir mentre s'estava preparant.
En altres representacions pot aparèixer amb la pell de color verd i fins i tot molt demacrat, amb les costelles molt marcades, però sempre en postura de meditació i assegut sobre la pell d'un antílop, això es perquè en un moment de la se vida es veu amb la necessitat d'aïllar-se i marxa cap a les muntanyes on passa patirà moltes misèries i penúries, arriba un moment en què es queda sense provisions d'aliments i l'únic amb el que podrà alimentar-se seran fulles d'ortigues, el fet de menjar-hi només això es el que fa que la seva pell es torni verdosa pàl·lida i mostri un cos esquelètic.
La iconografia de Milarepa ens pot recordar a la de Buda abstinent, aquesta estètica l'aconsegueix a través de la via de l'abstinència i de privacions extremes amb la finalitat d'arribar al Nirvana, però s'adona que deixant de menjar no arribarà enlloc, i per això ens mostra un paral·lelisme entre buda i Milarepa, ja que tots dos es troben en la mateixa situació.